# Chiesa del Santissimo Salvatore (Castelli Calepio)
La chiesa del Santissimo Salvatore è un luogo di culto cattolico della frazione Tagliuno di Castelli Calepio risalente al XII secolo.

## Storia
L'edificio di culto è posto a sud dell'urbano della frazione di Tagliuno. I restauri eseguiti negli anni Settanta del Novecento hanno portato a conoscenza della presenza di un'abside semicircolare in stile romanico. Per tradizione si tramandava che fosse addirittura d'origine pagana. Ma i restauri hanno riportato alla luce resti d'origine romana, escludendo l'informazione.
La chiesa fu visitata dell'arcivescovo di Milano san Carlo Borromeo, durante la sua visita pastorale nel 1575. Gli atti descrivono la chiesa come un edificio campestre con un unico altare molto semplice. Il clero era retto da un unico presbitero pagato dalla comunità e senza oneri e senza la celebrazione delle domenicali. Il Borromeo ordinò la rimozione dell'altare ritenendolo poco decoroso e la chiusura dell'edificio fino a che la comunità non avesse provveduto al suo riordino, dopo la costruzione del nuovo tempio dedicato a san Lorenzo. La chiesa fu in questo modo abbandonata e nel giro di pochi anni divenne un rudere di cui rimaneva traccia solo della pavimentazione. Il secolo successivo vide la visita pastorale del vescovo Federico Corner, questi lo indicò come chiesa campestre sotto la sua protezione: "Sono nella mia cura la chiesa di S. Pietro tutelare campestre, la chiesa di S. Giovanni del Civedino, e di S. Salvatore, campestre". 
Fu proprio in quel tempo, entro il 1644, che la chiesa fu ristrutturata con un ampliamento e il rialzamento dell'aula.
Durante il periodo del colere dell'Ottocento la chiesa fu adibita a lazzaretto, e questo si ripeté dei primi anni del Novecento quando fu sequestrata dall'amministrazione comunale per diventare sede di ricovero nei casi di epidemia.
Dal 1979 iniziò un periodo di lavori di recupero e ripristino dell'edificio, non solo con il rifacimento del piccolo campanile a vela, e del tetto, ma con una ricerca archeologica del sedime e delle fondamenta originali. I lavori furono eseguiti anche all'interno della chiesa con il recupero degli affreschi e la rimozione degli intonaci. Fu collocato, nella parte centrale del presbiterio, il nuovo altare rivolto verso la navata per l'adeguamento liturgico, realizzato in legno di noce intagliato.
Furono così identificate le varie epoche di edificazione.

## Descrizione

### Esterno
L'edificio si presenta dal classico orientamento liturgico con abside a est, lontana dalla frazione. Il sagrato ha la pavimentazione in ciottolato delimitato da binderi in porfido. Tutte le mura della chiesa si presentano in pietra a vista non disposte in maniera particolare, se non nelle parti cantonali, che presentano conci di pietra ben sagomati e con abbondante collante. Il fronte principale ospita l'ingresso principale con paraste e architrave in pietra e con due aperture laterali complete di inferriate e di contorno sempre in pietra, atte a illuminare l'aula. Una ulteriore apertura è posta sulla parte superiore ma non simmetrica alla copertura a due falde del tetto in legno con copertura in coppi. Un piccolo campanile a vela coronato da una croce ferrea completa la copertura.
La parte dell'abside con tre aperture monofore a semplice sguiscio, e con una cornice molto semplice. 
Le facciate presentano anche i lavori di restauro e gli ampliamenti che ha avuto l'edificio nel XVI secolo, con l'aggiunta dei locali della sacrestia e nuove aperture.

### Interno
L'interno completamente in pietra a vista, a pianta rettangolare e a navata unica si sviluppa su due campate divise da un arcone a tutto sesto. Le pareti conservano tracce di affreschi. Databile al XV secolo è il dipinto raffigurante l'Annunciazione', inserita in una cornice che di carattere gotico risalente al 1509. Del 1542 è il dipinto identificabile in san Giacomo Maggiore e del 1522 Cristo portacroce con santi. Del Seicento è la sinopia raffigurante la Madonna in trono col Bambino. Gli affreschi erano stati coperti dal comune nel 1911, quando i locali erano stati adibiti a lazzaretto e disinfettati con la calce, ma furono riscoperti nei lavori di restauro del 1979.
Nella seconda campata la pavimentazione in cotto s'interrompe ed evidenzia una parte posta a un livello più basso di 30 cm con parte in ciottolato, dove è inserito il lastricato. La zona presbiteriale, di larghezza inferiore rispetto all'aula, è preceduta dall'arco trionfale con contorno in laterizio, e con coro absidato e affrescato.